# Upaść, by wstać
Upaść, by wstać – drugi singel promujący album Renovatio Edyty Bartosiewicz.

## Notowania
| Lista                                 | Pozycja |
| ------------------------------------- | ------- |
| Lista przebojów Programu Trzeciego    | 20      |
| Lista Przebojów Radia PiK             | 9       |
| Mniej Więcej Lista – Radio Zachód     | 10      |
| Lista Przebojów Raga Top – PR Olsztyn | 8       |
| Lista przebojów Portalu e-migrant     | 7       |